# هوهن-سولتسن
هوهن-سولتسن (به آلمانی: Hohen-Sülzen) یک شهر در آلمان است که در آلزی-ورمز واقع شده‌است. هوهن-سولتسن ۵۷۲ نفر جمعیت دارد.